# Genrō

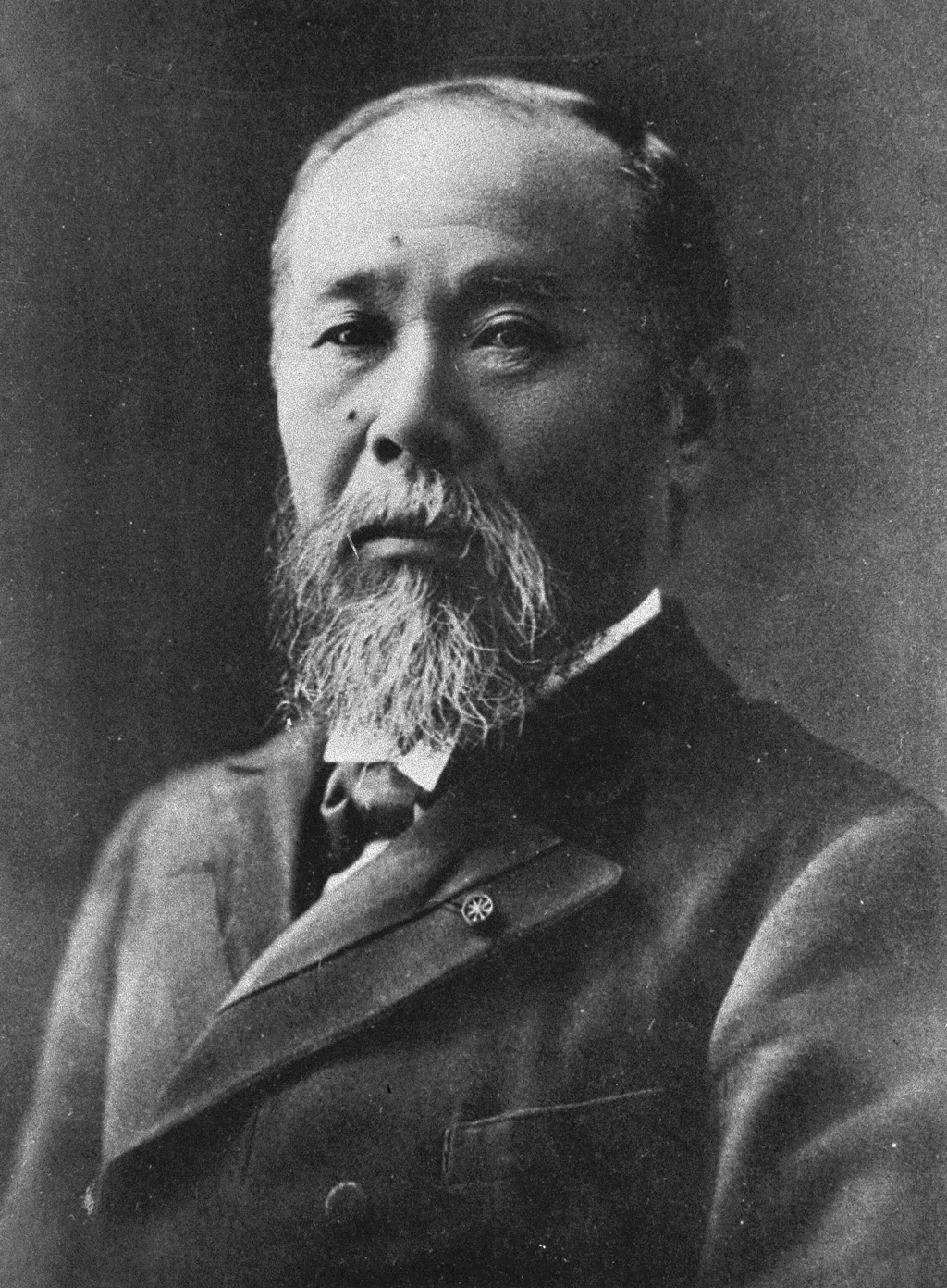
Itō Hirobumi

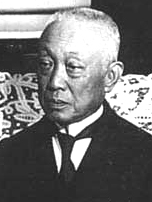
Saionji Kinmochi

Genrō (jap. 元老)  – czcigodny mąż stanu. Nieoficjalny tytuł używany wobec niektórych najbardziej wpływowych emerytowanych polityków japońskich okresów Meiji, Taishō i Shōwa.

## Lista genrō
|   | Nazwisko i imię     | Pochodzenie |
| - | ------------------- | ----------- |
| 1 | Hirobumi Itō        | Chōshū      |
| 2 | Kuroda Kiyotaka     | Satsuma     |
| 3 | Aritomo Yamagata    | Chōshū      |
| 4 | Masayoshi Matsukata | Satsuma     |
| 5 | Kaoru Inoue         | Chōshū      |
| 6 | Saigō Tsugumichi    | Satsuma     |
| 7 | Iwao Ōyama          | Satsuma     |
| 8 | Tarō Katsura        | Chōshū      |
| 9 | Saionji Kinmochi    | Kuge        |